# Geleitzug RA 59
Der Geleitzug RA 59 war ein alliierter Nordmeergeleitzug, der im April 1944 im sowjetischen Murmansk zusammengestellt wurde und weitestgehend ohne Ladung ins schottische Loch Ewe fuhr. Die Alliierten verloren einen Frachter (7176 BRT) und ein Flugzeug. Auf deutscher Seite gingen drei U-Boote verloren.

## Zusammensetzung und Sicherung

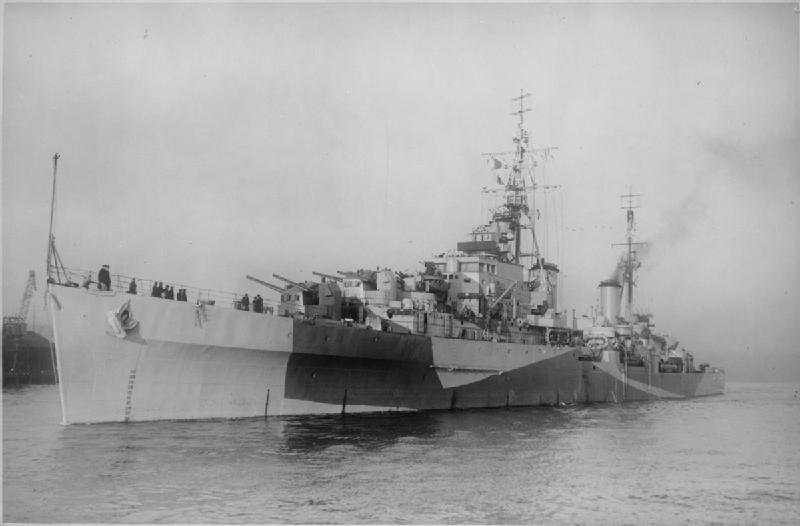
Die HMS Diadem war zusammen mit den …

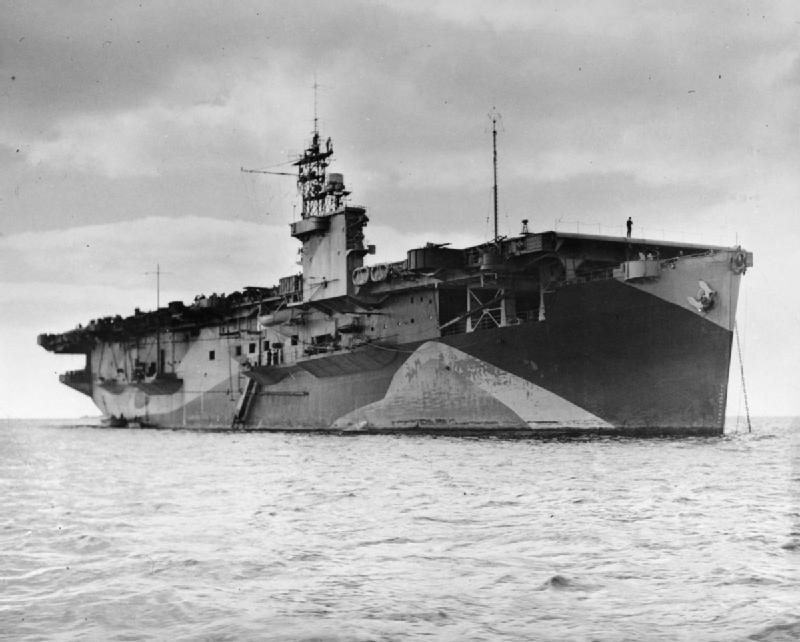
… Geleitträgern HMS Fencer und …

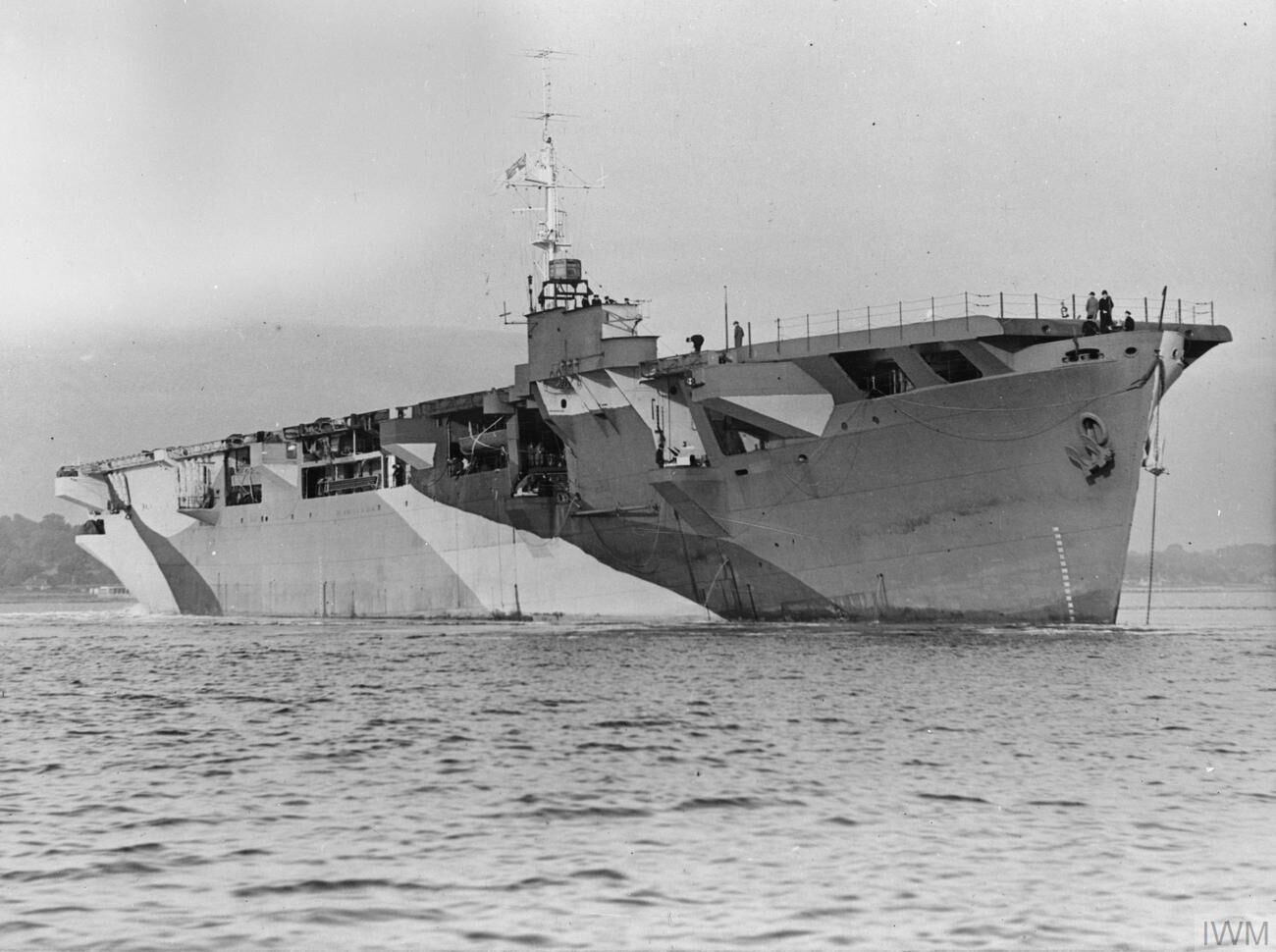
… HMS Activity Teil des Geleitzuges

Der Geleitzug RA 59 setzte sich aus 45 Frachtschiffen zusammen. Am 28. April 1944 verließen sie die Murmansk vorgelagerte Kola-Bucht (Lage) in Richtung Loch Ewe (Lage). Kommodore des Konvois war Captain J. O. Dunn, der sich auf der Fort Yukon eingeschifft hatte. Die umfangreiche Sicherung bestand aus dem Fla-Kreuzer Diadem, den Geleitträgern Fencer und Activity, den Zerstörern Boadicea, Ulysses, Verulam, Virago, Walker, Whitehall, Milne, Marne, Matchless, Meteor, Musketeer, Keppel, Beagle, Inconstant, Westcott und Wrestler, der Korvette Lotus und den kanadischen Fregatten Cape Breton, Grou, Outremont und Waskesiu. Anfangs wurde die Geleitgruppe durch die sowjetischen Zerstörer Gremjaschtschi und Rasjarenni, die Minensucher T-112, T-114, T-119 und die U-Jäger BO-201, BO-204, BO-205, BO-207, BO-209 und BO-212 verstärkt.
| Name                 | Typ      | Flagge                 | Vermessung in BRT | Verbleib                          |
| -------------------- | -------- | ---------------------- | ----------------- | --------------------------------- |
| Andrew Carnegie      | Frachter | Vereinigte Staaten     | 7176              |                                   |
| Arunah S Abell       | Frachter | Vereinigte Staaten     | 7176              |                                   |
| Benjamin H Latrobe   | Frachter | Vereinigte Staaten     | 7176              |                                   |
| Benjamin Schlesinger | Frachter | Vereinigte Staaten     | 7176              |                                   |
| Charles Henderson    | Frachter | Vereinigte Staaten     | 7176              |                                   |
| Dolabella            | Frachter | Vereinigtes Königreich | 8142              |                                   |
| Edward Alexander     | Frachter | Vereinigte Staaten     | 7201              |                                   |
| Fort Brule           | Frachter | Vereinigtes Königreich | 7133              |                                   |
| Fort Columbia        | Frachter | Vereinigtes Königreich | 7155              |                                   |
| Fort Hall            | Frachter | Vereinigtes Königreich | 7157              |                                   |
| Fort Kullyspell      | Frachter | Vereinigtes Königreich | 7190              |                                   |
| Fort Yukon           | Frachter | Vereinigtes Königreich | 7153              |                                   |
| Francis Scott Key    | Frachter | Vereinigte Staaten     | 7191              |                                   |
| Francis Vigo         | Frachter | Vereinigte Staaten     | 7176              |                                   |
| George Gale          | Frachter | Vereinigte Staaten     | 7176              |                                   |
| George M Cohan       | Frachter | Vereinigte Staaten     | 7176              |                                   |
| George T Angell      | Frachter | Vereinigte Staaten     | 7176              |                                   |
| Gilbert Stuart       | Frachter | Vereinigte Staaten     | 7176              |                                   |
| Grace Abbott         | Frachter | Vereinigte Staaten     | 7191              |                                   |
| Hawking Fudske       | Frachter | Vereinigte Staaten     | 7176              |                                   |
| Henry Villard        | Frachter | Vereinigte Staaten     | 7176              |                                   |
| James Smith          | Frachter | Vereinigte Staaten     | 7181              |                                   |
| John B Lennon        | Frachter | Vereinigte Staaten     | 7198              |                                   |
| John Carver          | Frachter | Vereinigte Staaten     | 7176              |                                   |
| John Davenport       | Frachter | Vereinigte Staaten     | 7176              |                                   |
| John McDonogh        | Frachter | Vereinigte Staaten     | 7176              |                                   |
| John T Holt          | Frachter | Vereinigte Staaten     | 7176              |                                   |
| Joseph N Nicolett    | Frachter | Vereinigte Staaten     | 7176              |                                   |
| Joshua Thomas        | Frachter | Vereinigte Staaten     | 7176              |                                   |
| Joyce Kilmer         | Frachter | Vereinigte Staaten     | 7176              |                                   |
| Julien Poydras       | Frachter | Vereinigte Staaten     | 7176              |                                   |
| Lapland              | Frachter | Vereinigtes Königreich | 2897              |                                   |
| Morris Hillquit      | Frachter | Vereinigte Staaten     | 7210              |                                   |
| Nicholas Biddle      | Frachter | Vereinigte Staaten     | 7210              |                                   |
| Noreg                | Frachter | Norwegen               | 7605              |                                   |
| Pierre S Dupont      | Frachter | Vereinigte Staaten     | 7176              |                                   |
| Robert Eden          | Frachter | Vereinigte Staaten     | 7176              |                                   |
| Thomas Sim Lee       | Frachter | Vereinigte Staaten     | 7191              |                                   |
| Townsend Harris      | Frachter | Vereinigte Staaten     | 7176              |                                   |
| William D Byron      | Frachter | Vereinigte Staaten     | 7210              |                                   |
| William Matson       | Frachter | Vereinigte Staaten     | 7176              |                                   |
| William McKinley     | Frachter | Vereinigte Staaten     | 7200              |                                   |
| William Moultrie     | Frachter | Vereinigte Staaten     | 7177              |                                   |
| William Pepper       | Frachter | Vereinigte Staaten     | 7176              |                                   |
| William S Thayer     | Frachter | Vereinigte Staaten     | 7176              | am 30. April durch U 307 versenkt |

## Verlauf
Nachdem der Geleitzug am 28. April 1944 gegen Mitternacht von der deutschen Luftaufklärung erfasst war, wurden zwei U-Boot-Gruppen auf ihn angesetzt. Ab 30. April standen die Gruppen „Donner“ mit U 277, U 278, U 307, U 387 und U 636  und „Keil“ mit U 711, U 739, U 674, U 354, U 315, U 959 und U 313 am Geleitzug. Dabei versenkte U 307 den Frachter William S. Thayer (7176 BRT). Weitere Angriffe der U-Boote – auch am 1. Mai – schlugen fehl. Eine Swordfish des Geleitträgers Fencers versenkte U 277 (Lage). Am 2. Mai versenkten die Swordfish mit U 959 (Lage) und U 674 (Lage) zwei weitere U-Boote, die den Konvoi angriffen. Nachdem U 278 am 3. Mai von drei Flugzeugen angegriffen wurde, schoss es eine Maschine ab und entkam unbeschädigt. Am 6. Mai erreichte der Geleitzug Loch Ewe.